# Palais Bartolomeo Lomellino
Le palais Bartolomeo Lomellino est un bâtiment historique italien, situé au Largo della Zecca, dans le centre historique de Gênes. Il s'agit d'un des palais des Rolli qui étaient destinés, à l'époque de la république de Gênes, à accueillir des invités de haut rang lors de visites d'État au nom du gouvernement génois.
Le bâtiment fait partie des 42 palais Rolli sélectionnés et déclarés site du patrimoine mondial par l'UNESCO le 13 juillet 2006.
Depuis 2008, il est placé sous la protection de la surintendance.
Le bâtiment abrite l'institut technique commercial « Vittorio Emanuele II ».

## Histoire et description

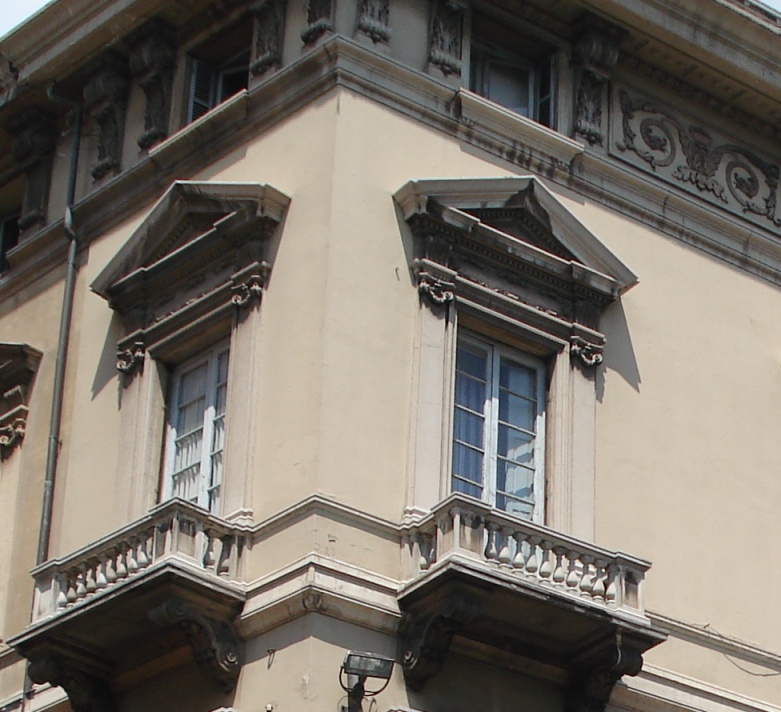
Détail de la corniche du bâtiment.

Le palais a été construit entre 1565 et 1570 par Bartolomeo Lomellini, frère de Nicolosio di Strada Nuova (palais Nicolosio Lomellino). Inscrit aux Rolli de Gênes de 1588 à 1664, il resta dans la famille Lomellini jusqu'en 1757, passant ensuite par la ligne féminine à la famille Rostan Reggio, jusqu'à sa vente à la famille Raggio en 1892.
Les dommages aux étages supérieurs pendant la Seconde Guerre mondiale furent  graves, comme la disparition d'une cheminée monumentale, mais aussi de la grande décoration qui devait enrichir une maison dans laquelle se déroulaient les réunions des Arcadiens, dont subsistent une partie des fresques de l'entresol (secrétariat) avec Énée et Didon réalisées par un proche de Bernardo Castello.